# RUD-Kettenfabrik

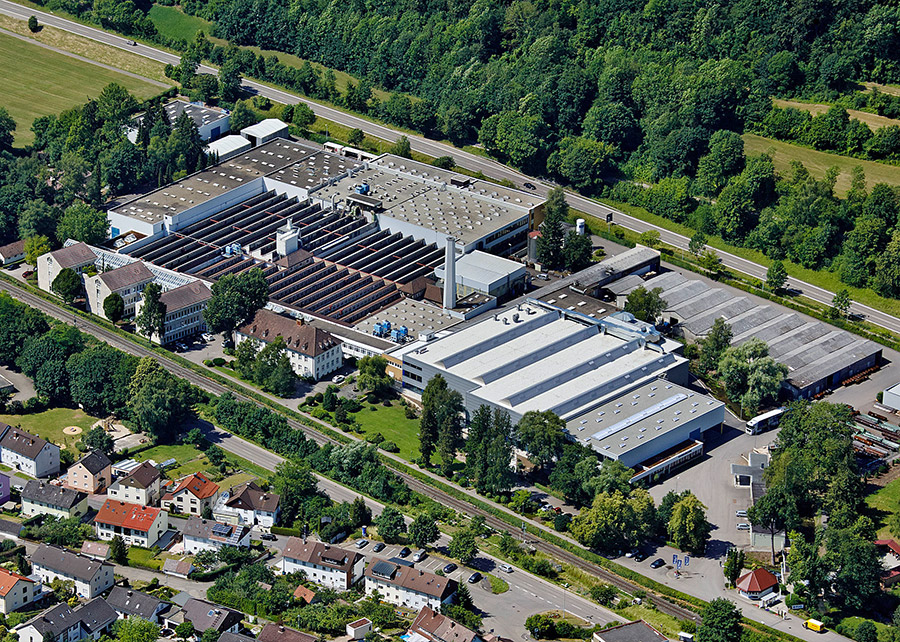
RUD Werk Unterkochen und Konzernzentrale

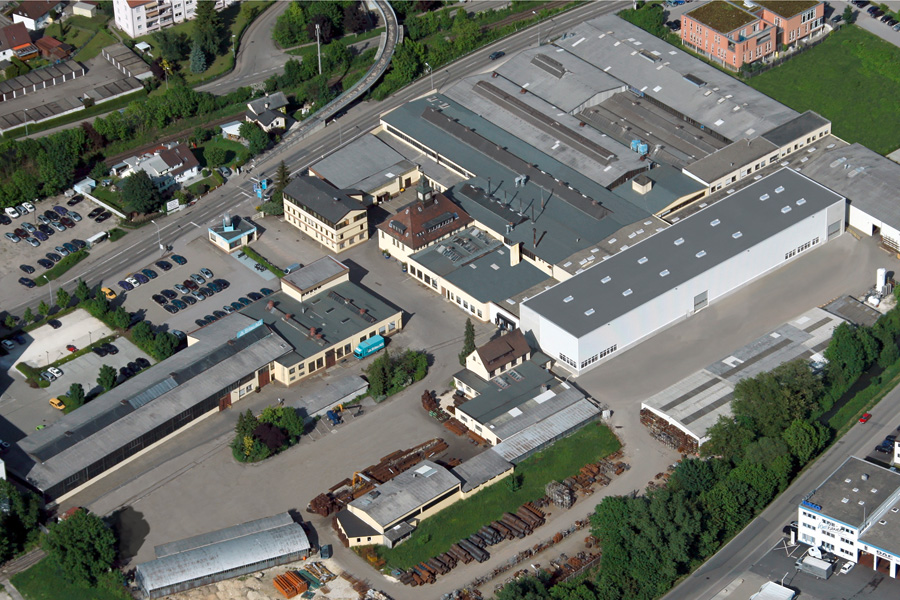
RUD Werk Aalen, Produktionsstandort für Produkte der Marke Erlau

Die RUD-Kettenfabrik Gebr. Rieger GmbH ist die Konzernobergesellschaft der RUD-Gruppe, einem deutschen Hersteller von Ketten mit Hauptsitz in Aalen-Unterkochen. 
An den Standorten in Deutschland, Australien, Brasilien, Indien, Rumänien und den USA, produziert das Familienunternehmen Rundstahlketten zum Fördern, Heben, Ziehen, Anschlagen, Zurren und als Gelände-, Reifenschutz- und Schneeketten. Mit der Marke Erlau produziert das Unternehmen außerdem die RUD-Erlau-Reifenschutzketten und Objekteinrichtungen für den Innen- und Außenbereich.
Das Unternehmen wurde am 18. Januar 1875 von Carl Rieger und Friedrich Dietz im schwäbischen Aalen gegründet. Seit dem Ausscheiden des kinderlosen Friedrich Dietz befindet sich das Unternehmen im alleinigen Besitz der Familie Rieger.

## Geschichte

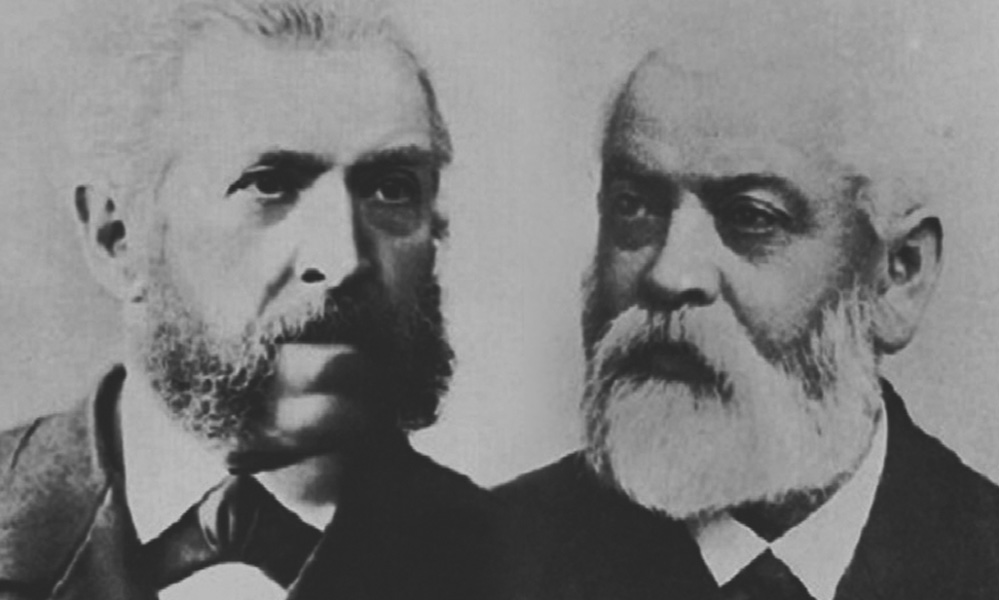
Die Firmengründer Carl Rieger und Friedrich Dietz 1875

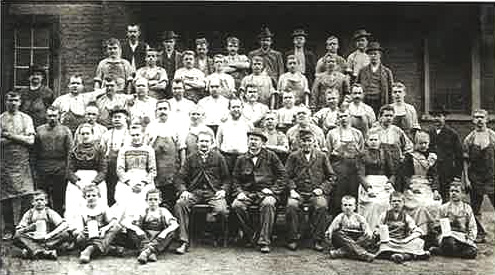
Mitarbeiter der Firma RUD

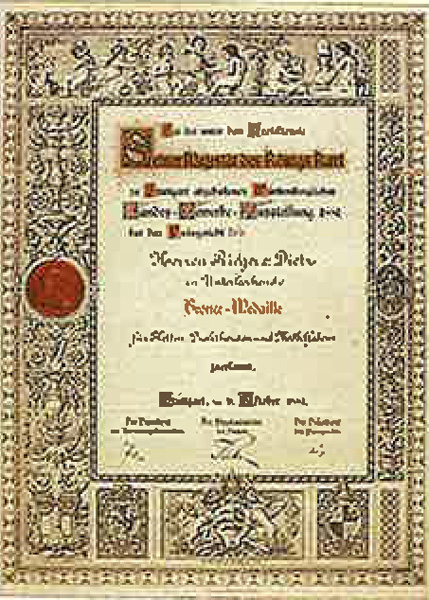
Ehrenurkunde für Rieger und Dietz von 1880

1828 erwarben drei Aalener Bürger eine bereits seit 1795 auf der Erlen-Au am Kocher in Aalen bestehende Drahtzug-Einrichtung. 1875 wurde das „Erlau“ genannte Unternehmen in eine (mittlerweile Süddeutschlands älteste) Aktiengesellschaft umgewandelt. 1875 gründeten einige Kilometer kocherabwärts Carl Rieger und Friedrich Dietz mit damals 16 Mitarbeitern auf grüner Wiese, heute „Friedensinsel“ genannt, ebenfalls eine „Kettenschmiede und Fabrik von Drahthorden zum Malz, Hopfen- & Zichorien-Darren“. Bereits 1880 erhielten sie per Ehrenurkunde (siehe unten) die „königliche Anerkennung“ für ihre von höchster Qualität gefertigten Kettenerzeugnisse, die vorwiegend in der Landwirtschaft verwendet wurden.
1900 hielt das Industriezeitalter Einzug bei RUD. Die Schmiede entwickelte sich bereits zur Fabrik: Eine Voith-Wasserturbine und die Dampfkraft einer „Lokomobile“ sorgten für Energie – und die weltweit ersten Versuche mit elektrischer Kettenschweißung waren erfolgreich. 1910 wurde die erste „Leiterkette“ für die Gummibereifung von „Motorkarren“, später Automobilen, hergestellt.
1925 trat die dritte Generation der Rieger-Familie ins Unternehmen ein, da Mitgründer Friedrich Dietz kinderlos war. Werner Rieger erfand 1935 die „Original RUD-Spurkette“, die gleichsam als „Mutter aller modernen Schneeketten“ bekannt wurde. Als zweites Standbein neben der Reifenkette positionierte sich nach dem Zweiten Weltkrieg ein Gütekettensektor. 
1953 erhielt RUD erhielt im Gütekettenbereich die amtliche Erst-Zulassung für hochfeste Ketten und damit das Ranking H1. 1955 entstanden die Reifenschutzketten zum Schutz der Reifen luftbereifter Arbeitsmaschinen über und unter Tage. 1972 wurden in rascher Folge eigene produzierende Tochtergesellschaften, Vertriebstöchter und Niederlassungen gegründet. Brasilien war der Anfang, Großbritannien, Schweiz, Österreich, Skandinavien, Frankreich, Spanien und die in Übersee USA und Südafrika folgten wie später auch China und Indien.
Zum „Hundertjährigen“ im Jahr 1975 mit mehr als 1000 Mitarbeitern gründete das Unternehmen zwei gemeinnützige Organisationen: Die Trude-Eipperle-Rieger-Stiftung und die Otto-Rieger-Stiftung widmen sich der Förderung von Kultur, Wissenschaft und Gemeinsinn – mit stattlichem finanziellem Engagement.
Die Maschinenfabrik Gebr. Rieger GmbH in Aalen gehörte mit der Armaturenfabrik Neumo GmbH in Knittlingen, der Heilbronner Maschinenfabrik Hema GmbH in Schwaigern sowie der Herrli AG und der Precitube AG in Kerzers in der Schweiz zur Neumo-Ehrenberg-Gruppe (Präsident war der Industrielle Henry Ehrenberg).
Als langjährig parallel operierendes Wettbewerbsunternehmen (und Herkunftsstätte der RUD-Gründer) kam die Erlau AG 1988 in den RUD-Unternehmensverbund. 
2003 trat mit Jörg Steffen Rieger, Johannes Rieger und Florian Rieger die fünfte Generation die Unternehmensführung an. Florian Rieger starb 2004 in Rumänien bei einem Verkehrsunfall. 2009 trat der letzte Sohn, Benjamin Rieger, der Konzernführung bei.
2010 bestand das internationale Team aus weltweit 1400 Mitarbeitern.
Im Jahr 2018 fusionierte die Erlau AG mit der RUD Ketten Rieger & Dietz GmbH u. Co. KG, deren Tochtergesellschaft das Unternehmen bisher war. Seitdem ist Erlau eine Marke der RUD Gruppe.
Das F.A.Z-Institut, ein Unternehmen Verlagsgruppe Frankfurter Allgemeine Zeitung, verlieh RUD im Jahr 2020 die Auszeichnung „Beste deutsche Familienunternehmen“.

## Unternehmensstruktur
Die RUD Ketten Rieger & Dietz GmbH u. Co. KG gliedert sich in sieben Unternehmensbereiche: RUD Anschlag- und Zurrmittel, RUD Fördersysteme, RUD Hebe- und Antriebstechnik, RUD Reifenschutzketten, RUD Gleitschutzketten, RUD Militärtechnologie und RUD BarrierTech GmbH. 
Außerdem stellt RUD unter der Marke Erlau Objekteinrichtungen für den Innen- und Außenbereich her:
Die „Objekteinrichtung Außen“ umfasst stabile, wetterfeste Möbel für Außenanlagen, z. B. von Kommunen, Unternehmen oder Verkehrsbetrieben. Dazu zählen Sitzbänke, Sitzgruppen, Tische und Stühle, Liegen, Abfallbehälter, Fahrradparksysteme, Poller, Pflanzschalen, mobile Tischbeete und Bewegungsgeräte. 
Die „Objekteinrichtung Innen“ stellt Produkte für barrierefreie Sanitärbereiche her. Dazu zählen Stütz- und Haltegriffsysteme, Duschsitze, Brausestangen, Duschhandläufe, Duschvorhangstangen, Wanneneinstiegshilfen und Bad-Accessoires wie Handtuchhalter oder diverse Ablagen. Die Produkte aus dem Bereich „Objekteinrichtung Innen“ finden im Privatbad und im öffentlichen Sanitärbereich Verwendung, sei es in Krankenhäusern, Pflegeheimen oder in Schwimmbädern.

## Wichtige Unternehmensstandorte
Alle Werke von RUD sind Kettenproduktionsstätten, die Drahtdurchmesser von 2 bis 38 mm verarbeiten.

### Produktionseinheiten (mit Vertriebsaktivität)
- RUD Ketten Rieger & Dietz GmbH u. Co. KG | Aalen / Deutschland
- RUD Florian Rieger SRL | Sibiu / Rumänien
- RUD Correntes Industriais Ltd. | Mogi das Cruzes / Brasilien
- RUD INDIA CHAIN PVT LTD | Maharashtra / Indien
- RUD-SCHÖTTLER UMFORMTECHNIK & SYSTEMLIEFERANT GmbH | Hagen / Deutschland
- Erlatek Group | Hyvinkää / Finnland
- Erlatek Group - Kajato Production | Hyvinge / Finnland
- Erlatek Group - VM-Vaijeri Oy | Nurmijärvi / Finnland
- Tiretrac Special Equipments Co., Ltd. | Zhangjiagang City / China
- PROTRAC | Jinhua Zheijang / China
- RUS Zerspanungstechnik GmbH | Eslohe / Deutschland
- Herfurth & Engelke Förderanlagen GmbH | Braunschweig / Deutschland
- Nehles Hebezeug GmbH | Stolberg / Deutschland
- Special Industrial Supplies (Pty) Ltd | North Riding / Südafrika

### Vertriebseinheiten (mit Fertigungsaktivität)
- RUD Chain Inc. | Hiawatha / USA
- RUD Lifting Mexico S.A. de C.V. | Nuevo Leon / Mexiko
- RUD Chains Ltd. | Whitstable / England
- RUD Chains Pty Ltd. | Brisbane / Australien
- RUD Chains Pty Ltd. | Newcastle / Australien
- RUD Chains Pty Ltd. | Perth / Australien
- RUD Rieger & Dietz (Beijing) Trading Ltd | Beijing / China
- RUD Lifting (Beijing) Co. Ltd. | Beijing / China
- RUD Russland Conveyors & Systems GmbH | Moskau / Russland
- RUD Lifting Ltd Russia | St. Petersburg / Russland
- RUD INDIA CHAIN PVT LTD | Chennai / Indien
- RUD INDIA CHAIN PVT LTD | Delhi / Indien
- Union GmbH Qualitätsketten | Brügg / Schweiz
- RUD levage et arrimage SARL | Chalons en Champagne / Frankreich
- RUD Lesuer Chaines - R.L.C SAS | La Bathie / Frankreich
- RUD C&D Benelux B.V. | Zaandam / Niederlande
- RUD Lifting & Engineering b.v. | Amsterdam / Niederlande
- Lash & Lift GmbH | Eugendorf / Österreich
- RUD Schneeketten GmbH | Villach / Österreich
- RUD LIFTING ENGINEERING ITALIA S.R.L. | Vicenza / Italien
- RUD-SpanSet Kft. Diósd | Budapest / Ungarn
- RUD Lifting Bulgaria | Sofia / Bulgarien
- RUD systemy przenoszenia POLSKA sp. z o.o. | Bielsko-Biała / Polen
- RUD SpanSet Lifting | Kiev / Ukraine
- Incomimex | Gatika Vizcaya / Spanien
- Manibe | Alfragide-Amadora / Portugal
- VODUSEK, d.o.o. | Poljcane / Slowenien
- TESORT, spol. s r.o. | Příbram V / Tschechische Republik
- RUD LIFTING JAPAN Co.,LTD. | Osaka / Japan
- RUD Tokyo (Tokyo Branch) | Tokyo / Japan
- RUD LIFTING & ENGINEERING TAIWAN CO., LTD | Taichung / Taiwan
- RUD Lifting (Thailand) Co. Ltd. | Bangkok / Thailand
- RUD Systems Pte Ltd | Singapur / Singapur
- TOO Erlau | Satpaev, Kasachstan
- TCS RUD | Fochville / Südafrika
- RUD BarrierTech GmbH | Aalen / Deutschland
- RUD SYSTEM GmbH | Breitenworbis / Deutschland
- Nehles Service GmbH | Stolberg / Deutschland

### Vertriebs-Beteiligungseinheiten (mit Fertigungsaktivität)
- ABZ Handels GmbH, Ramstein-Miesenbach / Deutschland
- HANSA-TEC GmbH, Ritterhude / Deutschland
- Kops Engineering GmbH, Breitenworbis / Deutschland
- Lash & Lift GmbH, Lübeck / Deutschland
- Lash & Lift GmbH, Berlin / Deutschland
- Lash & Lift GmbH, Eugendorf / Österreich
- Schickhoff GmbH, Soest / Deutschland
- TUL-TEC GmbH / Oelsnitz im Vogtland / Deutschland
- PiuBulTec, Sofia / Bulgaria